# Rønne Redningsstation
Rønne Redningsstation är en dansk sjöräddningsstation på Bornholm
Räddningsstationen i Rønne inrättades som en raketstation samtidigt med grundandet av Det Bornholmske Redningsvæsen. Då inrättades också en båtstation i Snogebæk samt tre andra raketstationer i Allinge, Gudhjem och Svaneke. Hasle Redningsstation i Hasle inrättades 1882. 
Rønne Redningsstation fick sin första räddningsbåt 1863. Räddningsstationen använde i många år olika byggnader för förvaring av sin utrustning. Under en period låg räddningsstationen på Havdegade 5, och 1929 uppfördes en båtstation vid Fiskerivej 8 i Sydhavnen i Rønne Havn, vilken blev byggnadsminne 1998. Den gamla Redningsstationen har idag kvar sin ursprungliga planlösning med ett rum och ett öppet loft. 
Den nya Rønne Redningsstation från mitten av 2010-talet ligger på Krydstogtkajen 15 i Rønne Havn. Den har tre heltidsanställda och elva deltidsanställda sjöräddare.

## Fartyg och fordon
Rønne Redningsstation har idag räddningskryssaren MRB 16 Mads Jakobsen och en Marine Partner Alusafe Fast Rescue Boat, FRB 19, samt en Unimog terränglastbil.
Rescue Mads Jakobsen  byggdes 2001 i glasfiberarmerad plast. Den är 16,49 meter lång, 4,94 meter bred och har ett djupgående på 1,43 meter. Hon väger 28 ton.